# Filip Salaquarda
Filip Salaquarda, född 11 januari 1984 i Prag, är en tjeckisk racerförare.

## Racingkarriär
Salaquarda tävlade först i karting innan han körde i Ford Puma Cup 2000. Han slutade där trea totalt och flyttade till Škoda Octavia Cup året efter. Han kom där på totalt trettonde plats och gick därefter över till formelbilsracing.
Det började med Formula BMW ADAC 2002, vilket även blev serien för 2003. 2003 blev det en andraplats i en tävling, men bara trettonde totalt.
Det fortsatte med Formel 3 i Recaro Formula 3 CUP, det Tyska F3-mästerskapet, 2004. Han slutade i mitten av tabellen över poängplockarna, på en elfteplats. 2005 blev det F3 Euroseries, men det blev däremot inga poäng. Han körde också Macaus Grand Prix i Formel 3, men bröt. Han fortsatte med F3 Euroseries även 2006, men det blev inga poäng denna gång heller. Han gjorde även ett inhopp i F3000 International Masters, där han kom på andraplats båda tävlingarna.
Han gav sig inte med F3 Euroseries, utan fortsatte med sin tredje säsong 2007. Den här gången blev det åtminstone tre poäng och sjuttondeplats totalt. Han hoppade även in i International Formula Master, utan att ta några poäng, och körde Zandvoort Masters of F3 @ Zolder, vilket han kom i mål som sextonde i.
Under vintern 2007/2008 körde han i A1 Grand Prix för A1 Team Czech Republic
2008 blev det en hel säsong i International Formula Master, även om han aldrig kom till start i fem av racen. Han tog endast en poängplats, vilken kom redan i säsongens första tävling på Circuit Ricardo Tormo.
2009 tog han sig upp till Formula Renault 3.5 Series med RC Motorsport, men redan till hans andra tävlingshelg (fjärde totalt) bytte han till Prema Powerteam och tog en poäng under säsongen. Han körde även Spa 1000 km i Le Mans Series tillsammans med Peter Kox och Erik Janiš, där de slutade tvåa i GT1-klassen.
Han fortsatte även i Formula Renault 3.5 Series 2010, men denna gång för I.S.R. Racing.
| År                                               | Klass/Mästerskap                 | Team                          | Bil                     | Totalt/poäng   | Bästa placering             |
| ------------------------------------------------ | -------------------------------- | ----------------------------- | ----------------------- | -------------- | --------------------------- |
| 2000                                             | Ford Puma Cup                    | ?                             | Ford Puma               | 3:a/?p         | ?                           |
| 2001                                             | Škoda Octavia Cup                | ?                             | Škoda Octavia           | 13:e/?p        | ?                           |
| 2002                                             | Formula BMW ADAC                 | Team I.S.R.                   | BMW FB02                | 21:a/3p        | 9:a på Hockenheim (Race 2)  |
| 2003                                             | Formula BMW ADAC                 | SONAX-I.S.R.-Charouz          | BMW FB02                | 13:e/49p       | 3:a på Hockenheim (Race 2)  |
| 2004                                             | Recaro Formula 3 CUP             | Team I.S.R.                   | Dallara F303 (Opel)     | 11:a/42p       | ?                           |
| 2005                                             | F3 Euroseries                    | Team I.S.R.                   | Dallara F305 (Opel)     | -/0p           | Två elfteplatser            |
| 2005                                             | Macaus Grand Prix F3             | HBR Motorsport                | ?                       | Bröt           | Bröt                        |
| 2006                                             | F3 Euroseries                    | Team I.S.R.                   | Dallara F306 (Opel)     | -/0p           | 7:a på Nürburgring (Race 2) |
| 2006                                             | F3000 International Masters      | Charouz Racing System         | Lola B02/50 (Zytek)     | 12:a/16p       | Två andraplatser            |
| 2006                                             | Masters of Formula 3             | Team I.S.R.                   | Dallara F306 (Opel)     | 27:a           | 27:a                        |
| 2006/2007                                        | A1 Grand Prix                    | A1 Team Czech Republic        | Lola B05/52 (Zytek)     | 12:a/27p       | 10:a i Shanghai (Race 2)    |
| 2007                                             | F3 Euroseries                    | HBR Motorsport                | Dallara F306 (Mercedes) | 17:e/3p        | 5:a i Barcelona (Race 2)    |
| 2007                                             | International Formula Master     | I.S.R. Racing                 | ?                       | -/0p           | 16:e på Monza (Race 2)      |
| 2007                                             | Zandvoort Masters of F3 @ Zolder | HBR Motorsport                | Dallara F306 (Mercedes) | 16:e           | 16:e                        |
| 2007/2008                                        | A1 Grand Prix                    | A1 Team Czech Republic        | Lola B05/52 (Zytek)     | 19:e/10p       | 11:a i Shanghai (Race 2)    |
| 2008                                             | International Formula Master     | I.S.R. Racing                 | Formula S2000 (Honda)   | 24:a/3p        | 6:a i Barcelona (Race 1)    |
| 2009                                             | Formula Renault 3.5 Series       | RC Motorsport Prema Powerteam | Dallara FR35 (Renault)  | 29:a/1p        | 10:a på Algarve (Race 1)    |
| 2009                                             | Le Mans Series - LMGT1           | IPB Spartak Racing            | Lamborghini             | 10:a/8p        | 2:a på Spa                  |
| 2010                                             | Formula Renault 3.5 Series       | Pons Racing                   | Dallara FR35 (Renault)  | säsongen pågår |                             |
| Senast uppdaterad: 2010-04-17 (5360 dagar sedan) |                                  |                               |                         |                |                             |